# Giovanni Battista Lampugnani
Giovanni Battista Lampugnani (* 1708 in Mailand; † 2. Juni 1788 ebenda) war ein italienischer Komponist, Cembalist und Gesangslehrer.

## Leben und Wirken
Giovanni Battista Lampugnanis Vater Virgilio, war möglicherweise ein Komponist. Die erste belegte Opernaufführung Lampugnanis war 1732 am Teatro Regio Ducale in Mailand. Weitere Opern folgten bis 1742 an verschiedenen Orten Norditaliens. 1738 erhielt er vom Ospedale della Pietà in Venedig, eine Vergütung, für die Komposition mehrerer geistlicher Werke. 1743 wurde er „resident composer“ am King’s Theatre in London, wo im gleichen Jahr die Oper Rosane (Roxana) aufgeführt wurde. Weitere Opern folgten. Wegen des Erfolges der Opern von Christoph Willibald Gluck verließ er London. Ab 1745 hielt er sich wieder in Italien auf, wo er Opern für Theater in Padua und Mailand komponierte. In den Folgejahren reiste er in verschiedene Städte Italiens, um dort die Aufführungen seiner Werke zu leiten. 1758 wurde er Cembalist am Teatro Regio Ducale in Mailand. Während dieser Zeit korrespondierte er mit Johann Christian Bach und dem Padre Martini. Als 1770 in Mailand Wolfgang Amadeus Mozarts Oper Mitridate, re di Ponto aufgeführt wurde, war Lampugnani den Sängern bei der Einstudierung der Rollen behilflich, bei den ersten Aufführungen spielte er das zweite Cembalo, bei den nachfolgenden leitete er das Orchester.
Leopold Mozart schrieb zu diesem Anlass „Wenn man mir vor ungefehr 15 oder 18 Jahren, da Lampugnani in Engelland und Melchior Chiesa in Italien so vieles geschrieben, […] damals gesagt hätte, diese Männer werden der Musik deines Sohnes dienen und wenn er vom Clavier weggehet, hinsitzen und seine Musik accompagnieren müssen, so würde ich einen solchen als einen Narren ins Narrenspittal verwiesen haben“.
Lampugnani war bis Ende 1786 am Mailander Theater tätig, danach wohnte er bis an sein Lebensende in der Kirchengemeinde Santo Alessandro in Zebedia in Mailand.
Mehrere zeitgenössische Kritiker, darunter der Komponist und Musikschriftsteller Jean-Benjamin de La Borde bemängelten die Überbetonung des Orchesters, die sich bei vielen italienischen Opernkomponisten der Zeit, auch bei Lampugnanis findet. Charles Burney schreibt über die Aufführung von Alfonso, (London, 1744) dass es dem Werk an Erhabenheit fehle, er aber in der Melodik der schnellen Arien eine „anmutige Heiterkeit“ und in den langsamen Passagen eine „elegante Zartheit“ feststelle.

## Werke
Die folgende Liste basiert auf den Angaben bei Grove Music Online und Corago.

### Opern
- Candace, dramma per musica; Libretto: Domenico Lalli nach Francesco Silvanis I veri amici nach Pierre Corneilles Héraclius, empereur d’Orient; 26. Dezember 1732, Mailand, Teatro Regio Ducale; überarbeitet 1740 in Venedig[4]
- Antigono, dramma per musica; Libretto: Gaetano Marizoli; 26. Dezember 1736, Mailand, Teatro Regio Ducale[5]
- Arianna e Teseo, dramma; Libretto: Pietro Pariati; Herbst 1737, Alessandria, Teatro Solerio[6]
- Ezio, dramma per musica; Libretto: Pietro Metastasio; 16. November 1737, Venedig, Teatro Sant’Angelo; 1738 in Piacenza, 1743 in Venedig, 1745 in Mantua, 1747 in Turin[7]
- Demofoonte, dramma per musica; Libretto: Pietro Metastasio; Januar 1738, Piacenza, Teatro Ducale[8]
- Angelica, dramma per musica; Libretto: Carlo Vedova; 11. Mai 1738, Venedig, Teatro San Samuele; anschließend auch in Mailand[9]
- La Didone abbandonata, dramma per musica; Libretto: Pietro Metastasio; Messe 1739, Padua, Teatro Obizzi; 1742 in Alessandria, 1745 in Crema, 1753 in Neapel (?), 1754 in Brescia, 1763 in Palermo[10]
- Adriano in Siria, dramma per musica; Libretto: Pietro Metastasio; Messe 1740, Vicenza, Teatro delle Grazie[11]
- Semiramide riconosciuta, dramma per musica; Libretto: Pietro Metastasio; Karneval 1741, Rom, Teatro delle Dame; 1753 in Genua, 1762 in Mailand[12]
- L’Arsace, dramma per musica; Libretto: Antonio Salvi; Messe 1741, Crema, Teatro; 1743 als Pasticcio mit Musik von Christoph Willibald Gluck in Mailand[13]
- Farasmane, re di Tracia, dramma per musica; Libretto: Eubeno Buprastio; 22. Januar 1743, Genua, Teatro del Falcone[14]
- Alfonso, dramma per musica; Libretto: Paolo Antonio Rolli nach Stefano Pallavicini; 3. Januar 1744, London, King’s Theatre in the Haymarket[15]
- Alceste, melodramma; Libretto: Paolo Antonio Rolli nach Pietro Metastasios Demetrio; 24. April 1744, London, King’s Theatre in the Haymarket[16]
- Semiramide, dramma per musica; Libretto: Francesco Silvani; Messe 1745, Padua, Teatro Obizzi[17]
- Il gran Tamerlano, dramma musicale; Libretto: Agostino Piovene; 20. Januar 1746, Mailand, Teatro Regio Ducale; 1748 in Florenz und Reggio nell’Emilia, 1752 in Barcelona[18]
- Tigrane, dramma per musica; Libretto: Carlo Goldoni nach Francesco Silvani und Pietro Antonio Bernardoni (?); 10. Mai 1747, Venedig, Teatro Sant’Angelo; 1751 in Cremona, 1752 in Brescia, 1755 in Pistoia[19]
- L’olimpiade, dramma per musica; Libretto: Pietro Metastasio; 26. Dezember 1747, Florenz, Teatro della Pergola[20]
- Andromaca, dramma per musica; Libretto: Antonio Salvi; 26. Dezember 1748, Turin, Teatro Regio; 1752 in Brescia, 1753 in Genua[21]
- Artaserse, dramma per musica; Libretto: Pietro Metastasio; 27. Dezember 1749, Mailand, Teatro Regio Ducale[22]
- Alessandro sotto le tende di Dario, dramma per musica; Libretto: Guido Riviera; Frühlingsmesse 1751, Piacenza, Teatro Ducale[23]
- Vologeso, re de’ Parti, dramma per musica; Libretto: Apostolo Zeno; Karneval 1752, Genua, Teatro del Falcone; 1753 in Barcelona[24]
- Siroe, re di Persia, dramma per musica; Libretto: Pietro Metastasio; 14. Januar 1755, London, King’s Theatre in the Haymarket; 1759 in Pavia[25]
- Il re pastore, dramma per musica; Libretto: Pietro Metastasio; Frühling 1758, Mailand, Teatro Regio Ducale[26]
- Le cantatrici, dramma bernesco per musica; Libretto: Antonio Palomba; Herbst 1758, Mailand, Teatro Regio Ducale; 1760 als La scuola delle cantatrice in Modena; auch als La scuola di musica[27]
- Il conte Chicchera, dramma giocoso per musica; Libretto: Carlo Goldoni; Herbst 1759, Mailand, Teatro Regio Ducale; 1760 in Vercelli und Livorno, 1763 in Bergamo[28]
- La contessina, dramma giocoso per musica; Libretto: Carlo Goldoni; Herbst 1759, Mailand, Teatro Regio Ducale[29]
- Amor contadino, dramma giocoso per musica; Libretto: Carlo Goldoni; 11. November 1760, Venedig, Teatro Sant’Angelo; 1761 in München und Mailand, 1763 in Novara, Prag und Kopenhagen, 1764 in Lissabon, 1765 in Verona, 1767 in Como, 1768 in Ferrara[30]
- Enea in Italia; Libretto: Giacomo Francesco Bussani (?); 1763, Palermo[31]
- Solimano, dramma per musica (Pasticcio?); Libretto: Giovanni Ambrogio Migliavacca; Herbst 1763, Palermo, Teatro di Santa Cecilia[32]
- L’illustre villanella, dramma semiserio; Libretto: Giuseppe Maria D’Orengo; Frühling 1769, Turin, Teatro Carignano[33]

Musik in Pasticcio-Opern
- Alessandro in Persia, dramma per musica; Libretto: Francesco Vannesci; 31. Oktober 1741, London, King’s Theatre in the Haymarket[34]
- Meraspe, o L’Olimpiade, 1742
- Gianguir, 1742
- Roxana, o Alessandro nell’Indie, 1743
- La finta schiava, dramma per musica; Libretto: Francesco Silvani; 13. Mai 1744, Venedig, Teatro Sant’Angelo; 1746 in Graz, Prag und Leipzig[35]
- Annibale in Capua, 1746
- Catone, 1747–1748
- Didone, 1748
- La ingratitudine punita, dramma pastorale; Libretto: Domenico Lalli; 12. Januar 1748, London, King’s Theatre in the Haymarket[36]
- Semiramide, 1748
- Catone in Utica, 1749
- Ipermestra, 1754
- Andromaca, 1755
- Orazio, um 1755
- Tito Manlio, 1756
- La Giulia, dramma per musica; Libretto: Apostolo Zeno; 26. Dezember 1760, Mailand, Teatro Regio Ducale[37]
- Le pescatrici, 1761
- L’Issipile, 1763
- La clemenza di Tito, dramma per musica; Libretto: Pietro Metastasio; Karneval 1764, Palermo, Teatro di Santa Cecilia[38]
- The Summer’s Tale, 1765

### Sonstige Vokalwerke
- Il passaggio per Ferrara della Sacra Reale Maestà di Maria Amalia, serenata per introduzione al ballo; Libretto: Girolamo Melani; 5. Juni 1738, Ferrara, Teatro Scroffa[39]
- Serenata per lo felicisissimo giorno natalizio dell’ Imperiale Real Maestà di Maria Teresa d’Austria; Libretto: C. Frugoni, Reggio nell’Emilia, Mai 1748[40]
- eine Arie in Venetian Ballad’s compos’d by Sig. Hasse and all the Celebrated Italian Masters (1742)
- 17 Arien/Lieder in Farinellis Celebrated Songs collected from Sig Hasse, Porpora, Vinci and Veracini’s Operas, bearbeitet für Flöte, Violine und Cembalo, 1736–1755
- Stücke in einer Sammlung von Märschen und Arien für Violinen, Flöten, Oboen, Violoncello und Cembalo, Edinburgh 1761
- Salve Pater Salvatoris, Motette für Sopran, Streicher und Basso continuo
- Quid te angis fata, Motette für Sopran, Streicher und Basso continuo
- Minax crudelis tempestas, Motette für Bass, zwei Trompeten, Pauken, Streicher und Basso continuo

### Instrumentalwerke
Neben den etwa 10 Sinfonien, die ab etwa 1750 entstanden, komponierte Lampugnani einige Instrumentalkonzerte, sowie mehrere Sammlungen Triosonaten, letztere wurden zum Teil beim Verleger Walsh in London veröffentlicht.